# USS Enterprise (CVN-65)
USS Enterprise (CVN-65), tidigare CVA(N)-65, även informellt benämnd som Big-E, är ett pensionerat hangarfartyg i USA:s flotta som vid sin sista tjänstgöring var USA:s äldsta hangarfartyg.
Då fartyget togs i tjänst år 1962 var det det första atomdrivna hangarfartyget i världen, det andra atomdrivna örlogsfartyget i världen (efter USS Long Beach) och det åttonde fartyget i USA:s flotta att heta USS Enterprise. Fartyget tillhörde atlantflottan och hade sin hemmabas i Naval Station Norfolk, Virginia. 
USS Enterprise var som tidigare nämnt det äldsta fartyget i tjänst i USA:s flotta om man bortsåg från segelfartyget USS Constitution från 1700-talet. Fartyget var med sina 342 meter världens största och längsta örlogsfartyg, en titel fartyget fortfarande innehar. Det var dock bara det elfte tyngsta efter de efterföljande hangarfartygen i Nimitz-klassen.

## Historia

### 1960 till 1969

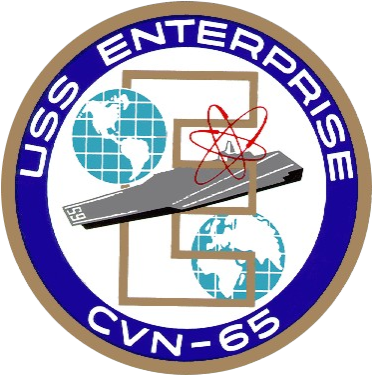
Sigill för USS Enterprise (CVN-65).

I augusti 1962 anslöts USS Enterprise till den amerikanska sjätte flottan som var stationerad i Norfolk, Virginia.

#### Kubakrisen
Efter att ett Lockheed U-2 spaningsplan flugit över Kuba och fotograferat fick man veta att avfyrningsplatser för sovjetiska kärnvapenrobotar var under konstruktion. Därför började USA flytta militärt material till Florida som stöddes av en stark marin styrka som innefattande hangarfartygen USS Enterprise samt USS Independence (CV-62), USS Essex och USS Randolph.

#### Operation Sea Orbit
Då Enterprise gjorde sin tredje resa till Medelhavet kunde fartyget delta i Operation Sea Orbit. Då bildade USS Enterprise, USS Long Beach och USS Bainbridge Stridsgrupp Ett (Task Force One), världens första atomdrivna specialstyrka.

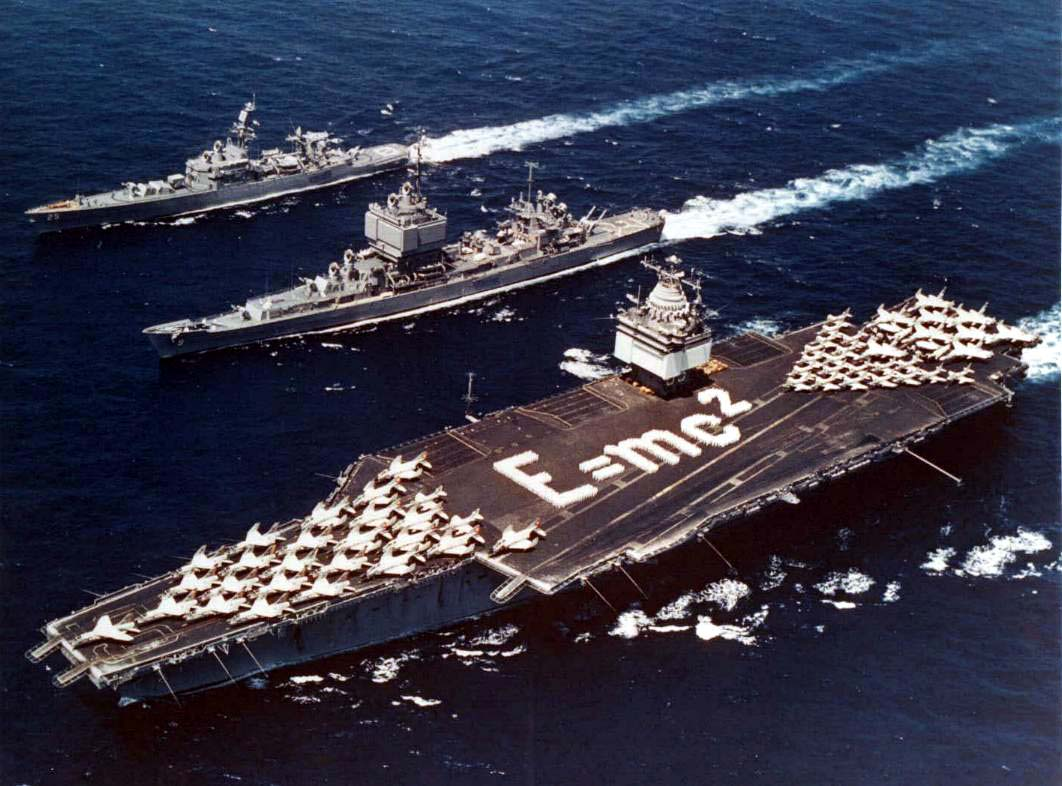
Task Force One, världens första atomdrivna specialstyrka.

#### Slutet på karriären
Fartyget avaktiverades 1 december 2012, och togs slutligen ur tjänst 3 februari 2017.

## Operationer

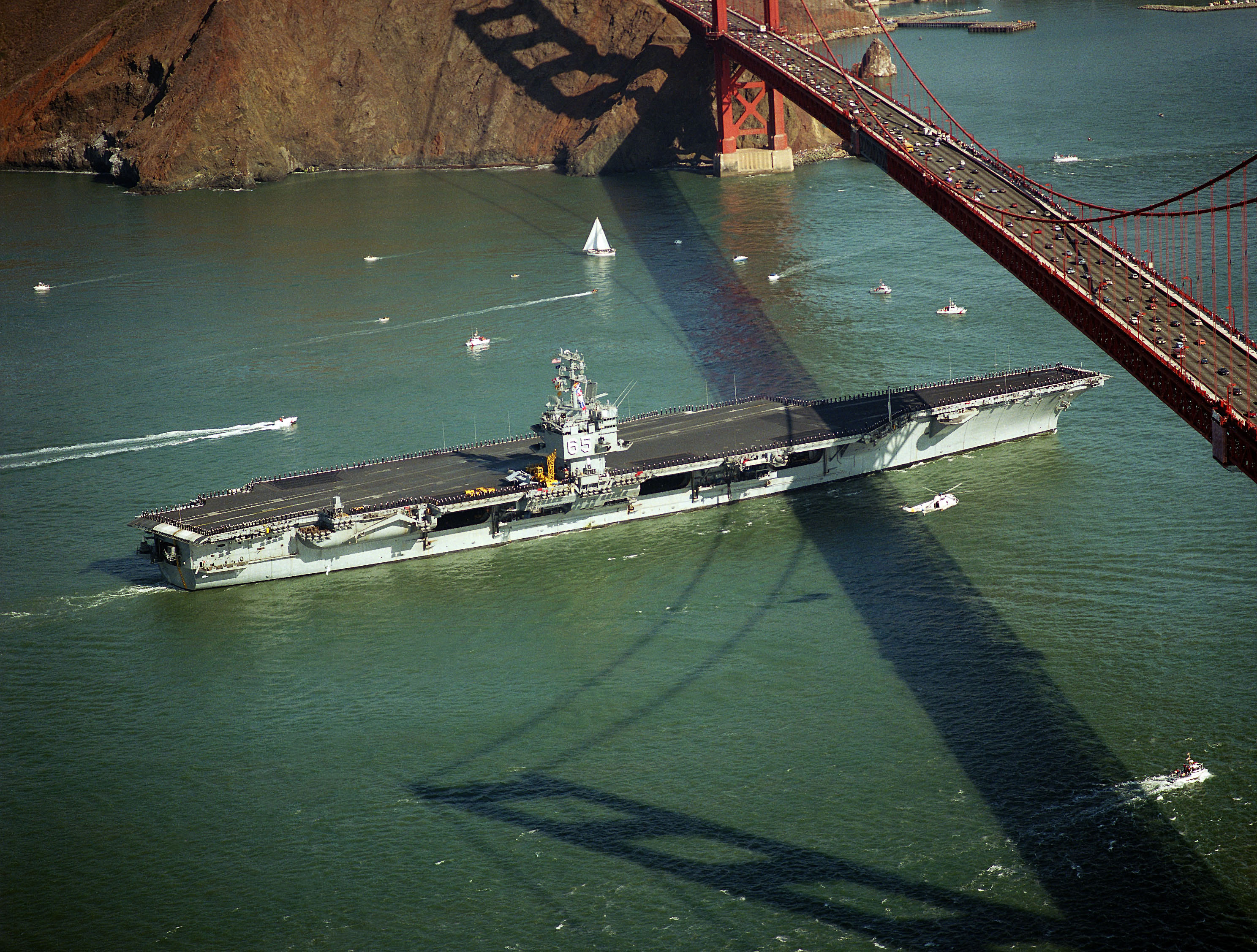
USS Enterprise passerar under Golden Gate-bron i San Francisco, 11 oktober 1985.

USS Enterprise har deltagit i följande operationer:
- Operation Sea Orbit
- Operation Frequent Wind
- Operation Eldorado Canyon
- Operation Earnest Will
- Operation Praying Mantis
- Operation Joint Endeavor
- Operation Southern Watch
- Operation Desert Fox
- Operation Iraqi Freedom
- Operation Enduring Freedom
- Operation Odyssey Dawn

## Enterprise-klassen
Det var planerat att USS Enterprise skulle vara det första fartyget i en klass på sex fartyg men kostnaderna blev mycket större än man trott, och därför beställdes inte ens de övriga fem och USS Enterprise är fortfarande det enda fartyget i sin klass.

## Avvecklingen
USS Enterprise låg från 1 december 2012 i hamn som ett fartyg i reserv. Fartyget var det äldsta hangarfartyget i USA:s flotta och ersattes av USS Gerald R. Ford (CVN-78) från 2017.
USS Enterprise var i tjänst i över 50 år och är det första atomdrivna hangarfartyget som tagits ur tjänst, något som skedde vid en ceremoni i Norfolk 3 februari 2017.